# Saab 340
Saab 340 — пассажирский турбовинтовой самолёт шведской фирмы «Saab AB».

## История создания

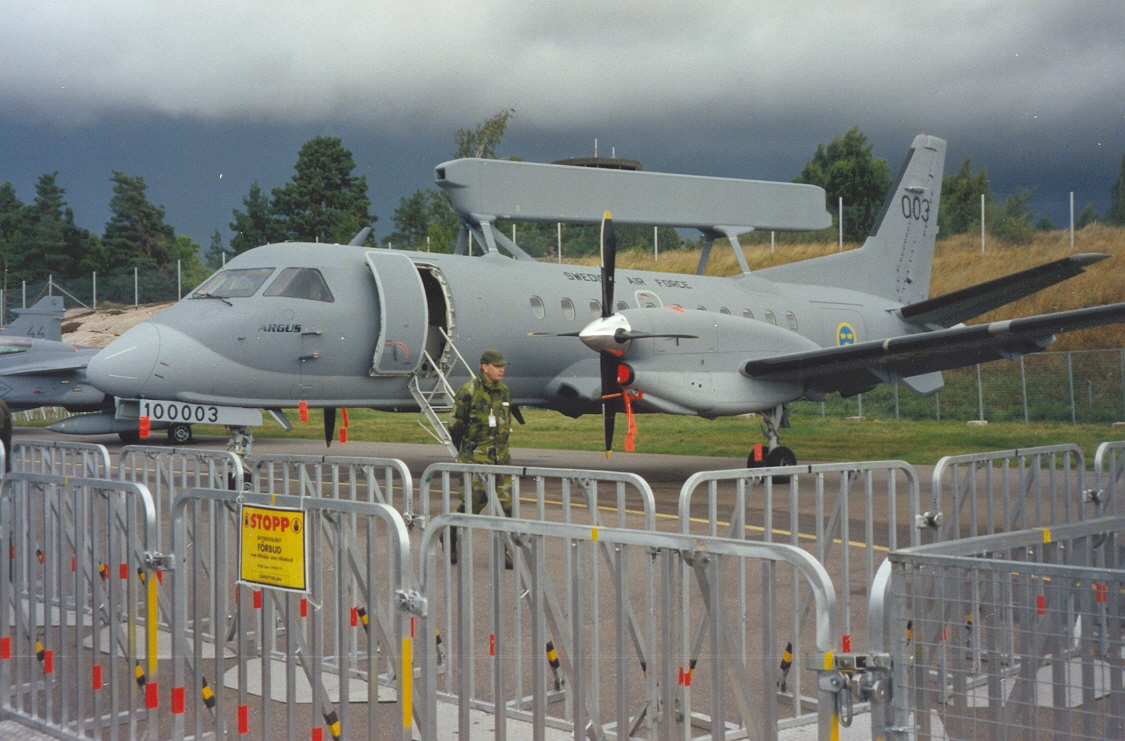
Saab AEW&C

В конце 1970-х годов в ряде стран Западной Европы, а также в США, Канаде и Бразилии начались исследования проектов нового поколения самолётов с ТВД для местных и коротких авиалиний. Самолёт SF-340 был одним из тех, которые проектировались как замена самолётов аналогичной пассажировместимости, созданных в 1950–1960-х годах.  Новые самолёты должны были обладать высокой экономичностью, иметь большие крейсерские скорости и высокую степень комфорта. При их разработке использовались последние достижения в области аэродинамики, конструкционных материалов, силовых установок, электроники и т.д.
Самолёт SF-340 был разработан совместно шведской фирмой «Saab AB» и американской фирмой «Fairchild Aircraft» в соотношении 65:35. Компания «Fairchild Aircraft» несла ответственность за проектирование и производство крыльев, хвостового оперения и гондол двигателей, а компания «Saab AB» отвечала за фюзеляж, все системы самолёта, лётные испытания и сертификацию.
Первый опытный полет состоялся 25 января 1983 года. Первые поставки были сделаны швейцарской авиакомпании Crossair. Первые авиаперелёты начали производиться в апреле 1984 года. В 1985 года на Авиасалоне в Ле Бурже компания показала самолёт SF-340 с двигателями General Electric СТ7 большей мощности и винтами производства компании Dowty Rotol большего диаметра. Максимальный взлётный вес был увеличен с первоначальных 11 793 до 12 872 кг. Было предложено улучшить существующие самолёты SF-340 в рамках программы модификации. В результате проблем с финансированием, компания «Fairchild Aircraft» в октябре 1985 года перестала участвовать в программе. Компания «Saab AB» продолжила выпуск самолётов, но семейство было переименовано в Saab 340A.
Следующим был предложен вариант грузового самолёта Saab 340QC с быстрой сменой перевозимого груза. Первую машину получила компания Finnaviation в 1987 г. В 1987 г. был выпущен самолёт Saab 340В, который до 1999 года являлся серийным вариантом. Он имел двигатели General Electric СТ7-9В с большей выходной мощностью, стабилизатор увеличенного размаха и ещё больший максимальный взлётный вес — 12 928 кг. К середине 1993 г. количество заказов на самолёты Saab 340 превысило 400 экземпляров.
Одним из самых последних заказов был самолёт раннего обнаружения Saab 340AEW (Erieye), контракт на который был подписан 3 февраля 1993 года. Эта модель имела над фюзеляжем наблюдательный радиолокатор с фазовым построением фирмы «Ericsson», трёх операторов в кабине и максимальную продолжительность патрулирования до семи часов.

## Компоновка и строение основных узлов

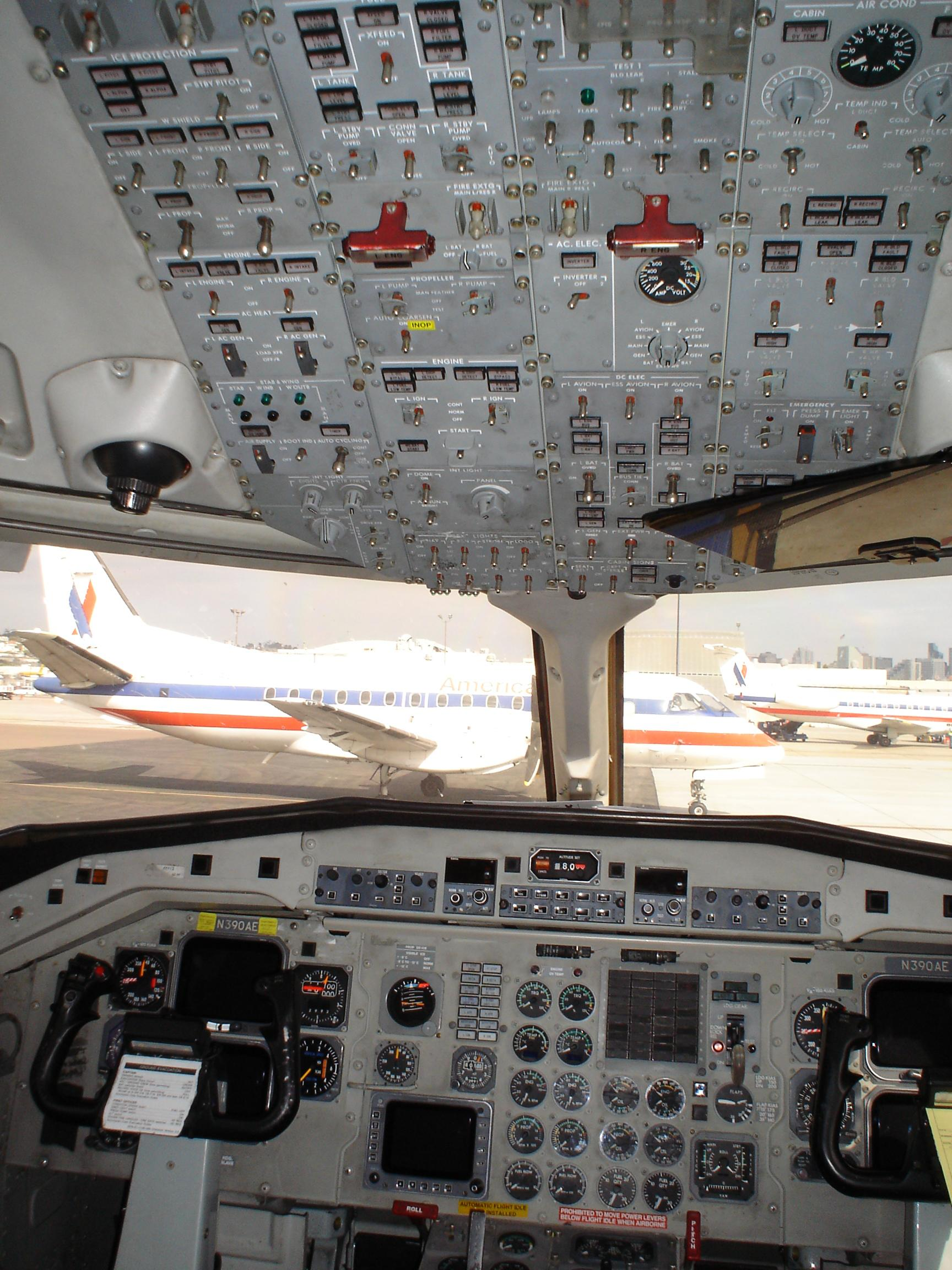
Кабина экипажа Saab 340B

Летательный аппарат представляет собой свободнонесущий моноплан с низкорасположенным крылом, с силовой цельнометаллической конструкцией и с выборочным использованием композиционных материалов. Разработан в двух вариантах: основная авиатранспортная конфигурация и вариант для служебных перевозок.

### Крыло

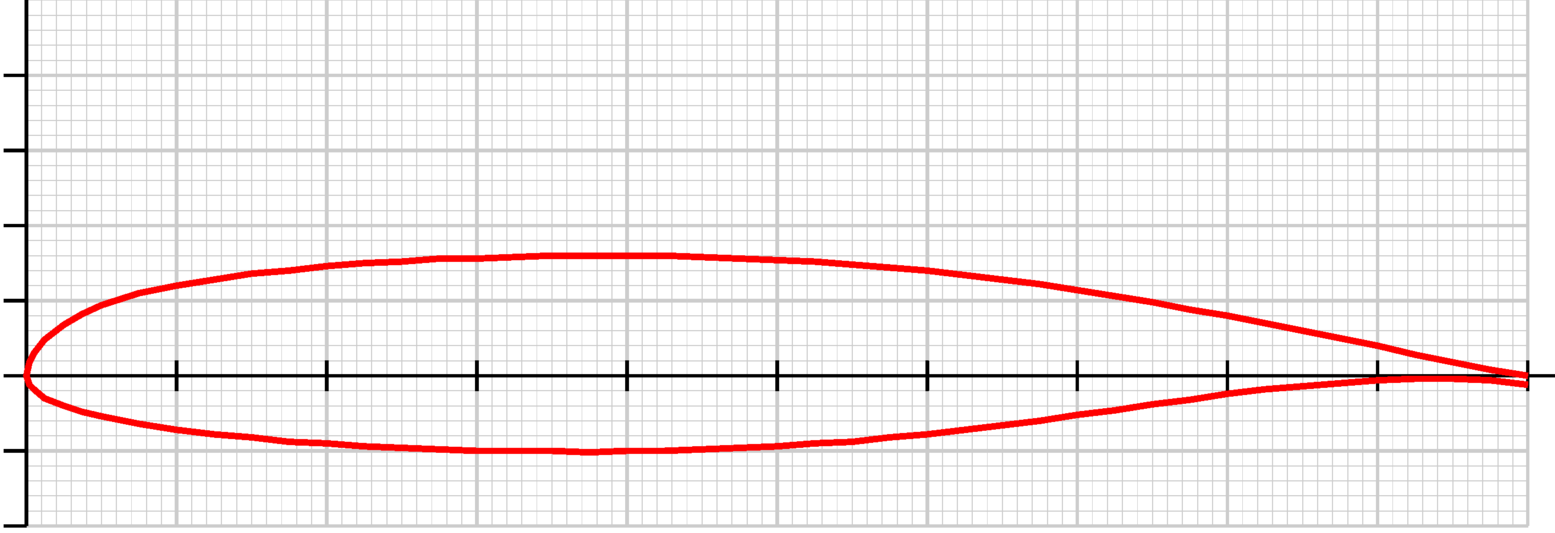
Профиль крыла NASA/LANGLEY MS(1)-0313

Крыло трапециевидное с двумя лонжеронами, выполнено в основном из алюминиевого сплава. Оно конструктивно состоит из двух консолей, которые стыкуются под фюзеляжем по продольной оси самолёта. Этим достигаются снижение веса и повышенный ресурс конструкции. Верхняя и нижняя обшивки крыла выполнены в виде панелей с приклеенными накладками и штампованными стрингерами. Объём между лонжеронами занят топливными баками. Передняя кромка крыла способна выдержать удар птицы. Композиционные материалы используются также в конструкции закрылков.
При разработке крыла фирмы «Saab AB» и «Fairchild Aircraft» решили использовать такой профиль, который обеспечивал бы крылу высокие аэродинамические характеристики и достаточный объём для размещения топливных баков. Исследовались профили, разработанные в НИЦ им. Лэнгли (NASA) и рассчитанные на малые и средние скорости. Наилучшим для самолёта SF-340 оказался профиль MS (1)-0313. Новые усовершенствованные профили NASA значительно превосходят обычные профили серии NACA по подъёмной силе. При наборе высоты профили NASA имеют аэродинамическое качество на 31—55% выше, чем у профилей NACA, а в крейсерском полёте они имеют незначительное преимущество. Бо́льшая подъемная сила обычно связана с бо́льшей величиной момента тангажа, однако для профилей серии MS это не выполняется.
Исследования позволили определить оптимальную толщину крыла, при которой достигается требуемый объём топливных баков, малый вес конструкции, высокие крейсерские характеристики и низкие значения прямых эксплуатационных расходов (ПЭР). При расчете стоимость 1 л топлива принималась равной 0,2 и 0,4 долл. При низкой стоимости топлива относительная толщина профиля мало влияла на ПЭР, однако при больших ценах величина ПЭР постепенно увеличивается с ростом толщины крыла. Для самолета SF-340 оптимальным оказалось крыло, которое имеет профиль с малым лобовым сопротивлением. Форма крыла оптимизировалась с учётом особенностей эксплуатации – несколько промежуточных посадок в типовом рейсе.
При определении размеров крыла учитывались два основных требования: выполнение посадки при максимальном посадочном весе на уровне моря и набор высоты при одном неработающем двигателе с ВПП, расположенной на высоте 1525 м над уровнем моря, в условиях МСА (+30°).

### Фюзеляж
Фюзеляж состоит из трёх основных секций: носовой (с кабиной экипажа), центральной, хвостовой (с багажным отсеком);  имеет форму круглого поперечного сечения. Носовая и хвостовая секция имеют обычную полумонококовую конструкцию. Центральная секция состоит из верхней, нижней и двух боковых панелей. Эти панели состоят из обшивки, к которой приклеены усиливающие накладки и стрингеры. Кроме того, боковые панели имеют приклеенные рамы окон. При сборке все четыре панели  с помощью заклепок соединяются с силовыми шпангоутами и друг с другом. Для самолета были специально разработаны новые облегченные пассажирские кресла, изготовленные из композиционных материалов. Под креслами имеется пространство для ручного багажа.
Ширина пассажирской кабины 2,16 м, высота по проходу 1,83 м. Большие окна обеспечивают хороший обзор. Над каждым местом установлена панель сигнализации с лампой и индивидуальным вентилятором. В передней части кабины расположены туалет, гардероб и буфет.
В пассажирском салоне установлено 10 рядов пассажирских кресел по схеме 2+1 и один ряд по 4 кресла в задней части кабины. Самолёт вмещает до 35 пассажиров, бортпроводника и экипаж из двух человек. С левого борта передней части кабины расположена пассажирская дверь с отдельным откидным трапом. С правого борта имеется служебная дверь. В хвостовой части фюзеляжа слева находится грузовая дверь. Над крылом расположены с обеих сторон фюзеляжа аварийные выходы. В хвостовой части фюзеляжа находится отсек объёмом 6,37 м³, который имеет с левого борта большую грузовую дверь. Перегородка, разделяющая багажный отсек и пассажирскую кабину, может перемещаться, позволяя быстро переоборудовать самолёт в грузопассажирский вариант.

### Оперение
Стабилизатор и киль имеют сотовую конструкцию с заполнителем из алюминиевого сплава. Площадь стабилизатора 13,3 м², киля – 8,07 м². Рули высоты (площадь - 3,46 м²) и руль направления (площадь - 2,72 м²) изготовлены из композиционного материала на основе волокон кевлара; носки рулей – из стеклопластика. Все рули имеют триммеры.
Система управления самолета безбустерного типа. Для поперечного управления служат элероны (общая площадь 2,12 м²). Каждый элерон имеет сервотриммер с электроприводом. Элероны изготовлены из композиционного материала на основе волокон кевлара. Путевое и продольное управление осуществляется рулями направления и высоты.

### Шасси
Трёхстоечное шасси самолёта имеет стойки со спаренными колесами. Передняя стойка управляемая; угол поворота от педалей ±60°. Имеется гаситель автоколебаний. Стойка убирается вперёд. Основные стойки убираются вперед в гондолы ТВД. Колеса основных стоек имеют дисковые тормоза фирмы «Goodyear» с автоматами торможения.

### Силовая установка
Самолёт оснащен двумя ТВД General Electric СТ7, которые являются гражданским вариантом военного вертолётного ГТД Т700 мощностью 1250 кВт. В отличие от двигателя Т700 гражданский ТВД имеет редуктор. Воздухозаборник, изготовленный из композиционного материала на основе волокон кевлара, имеет защиту от повреждений посторонними предметами.
При разработке ТВД СТ7 было уделено внимание снижению удельного расхода топлива. Уменьшение расхода топлива по сравнению с более ранними аналогичными ТВД, было достигнуто за счет увеличения степени повышения давления и температуры газов перед турбиной. Мощность двигателя - 1394 кВт.
На самолёте используется два варианта двигателя: СТ7-5А (пассажирский вариант самолёта) и СТ7-7Е (административный вариант самолёта). Оба варианта идентичны по конструкции, но имеют некоторые различия в характеристиках.
Двигатель приводит четырёхлопастной воздушный винт Даути Ротол R320 диаметром 3,2 м. Скорость вращения винта 1384 об/мин. Кок винта и лопасти изготовлены из композиционного материала. Использование стеклопластиковых лопастей позволяет снизить вес конструкции самолёта на 54 кг. В конструкции лопастей используется новый профиль ARA-D. Особенностью нового профиля является скруглённый носок, что обеспечивает высокую стойкость к повреждению посторонними предметами. Новый профиль обеспечивает воздушному винту повышенный КПД и более широкий диапазон рабочих режимов.
Особенностью силовой установки является также наличие тормоза винта, что позволяет использовать правый ТВД на земле в качестве вспомогательной силовой установки.
Фирмы «Saab AB» и «Fairchild Aircraft» разработали новую легкую монококовую конструкцию гондолы ТВД.
Топливо на самолёте располагается в четырёх баках в консолях крыла. Общий запас топлива 3330 л. Заправка осуществляется под давлением через одну заправочную горловину с нижней поверхности правой консоли крыла. Кроме этого на верхней поверхности каждой консоли имеются горловины для заправки топливом самотеком.

### Электронная аппаратура
Самолет SF-340 оснащен комплексной электронной цифровой системой директорного и автоматического управления FGAS (Flight Guidance and Autopilot System) фирмы «Коллинз». Она включает систему вертикальной навигации VNI-80B с мини-ЭВМ, цифровую систему обработки летных данных ADS-81 и комплекс цифровых электронных пилотажно-навигационных приборов EFIS-86 с четырьмя индикаторами на цветных ЭЛТ.
Самолёт использовался в вооруженных силах как дальний разведчик с установкой на него системой «Эриай», в настоящее время (весна 2008 года) она монтируется на авиалайнеры Saab 2000.

## Эксплуатанты

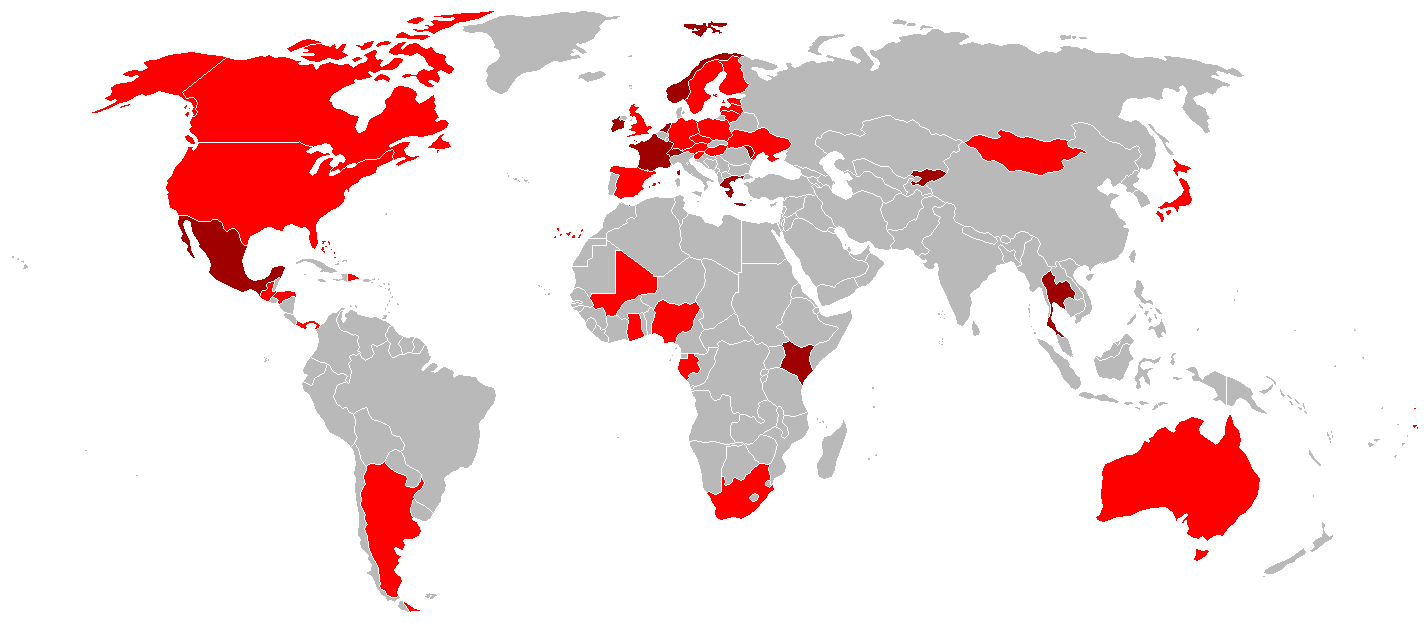
Страны, где эксплуатируется Saab 340.
Красные — эксплуатируют в настоящее время;
Бордовые — эксплуатировали ранее

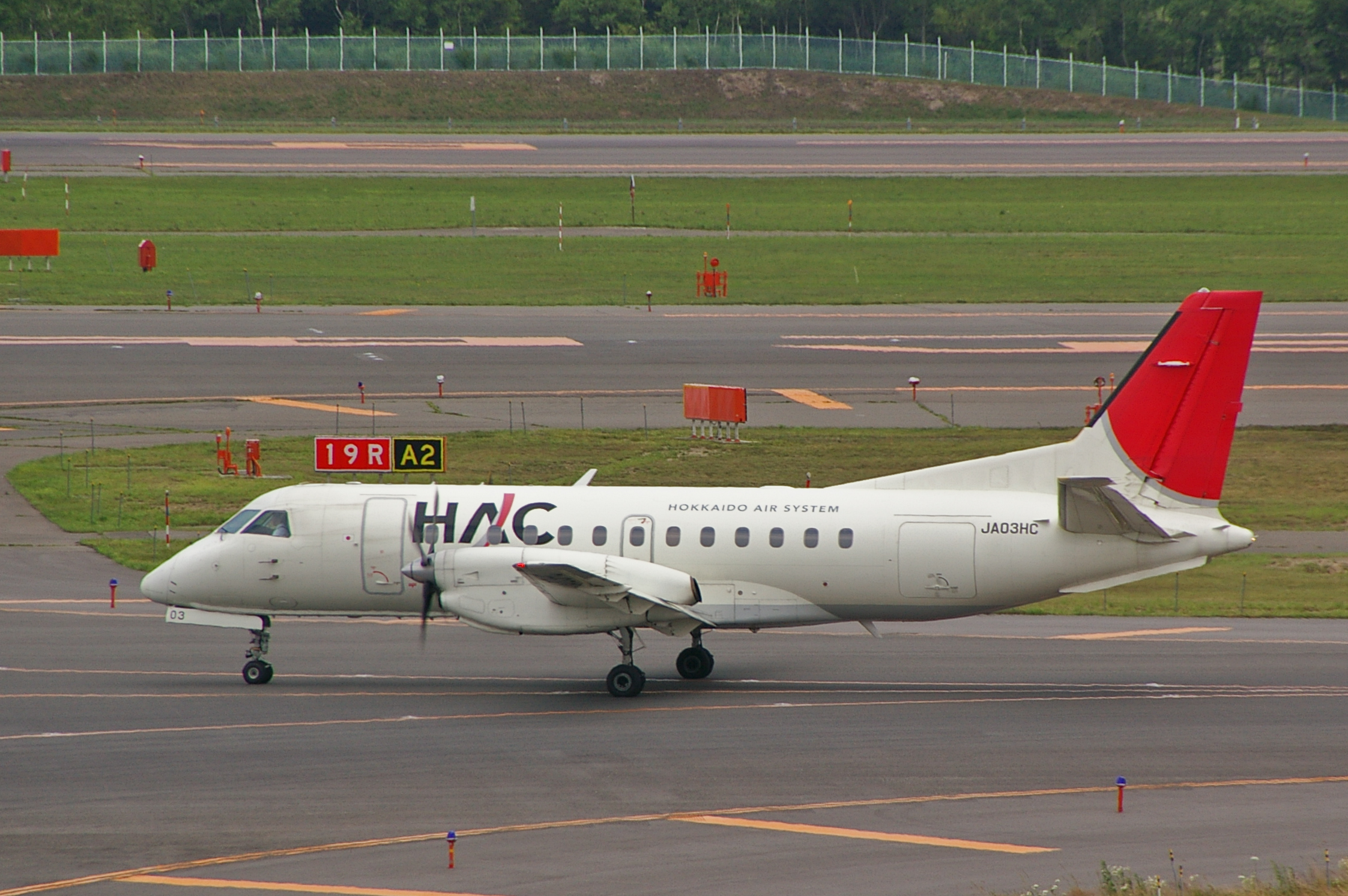
Saab 340B авиакомпании Hokkaido Air System

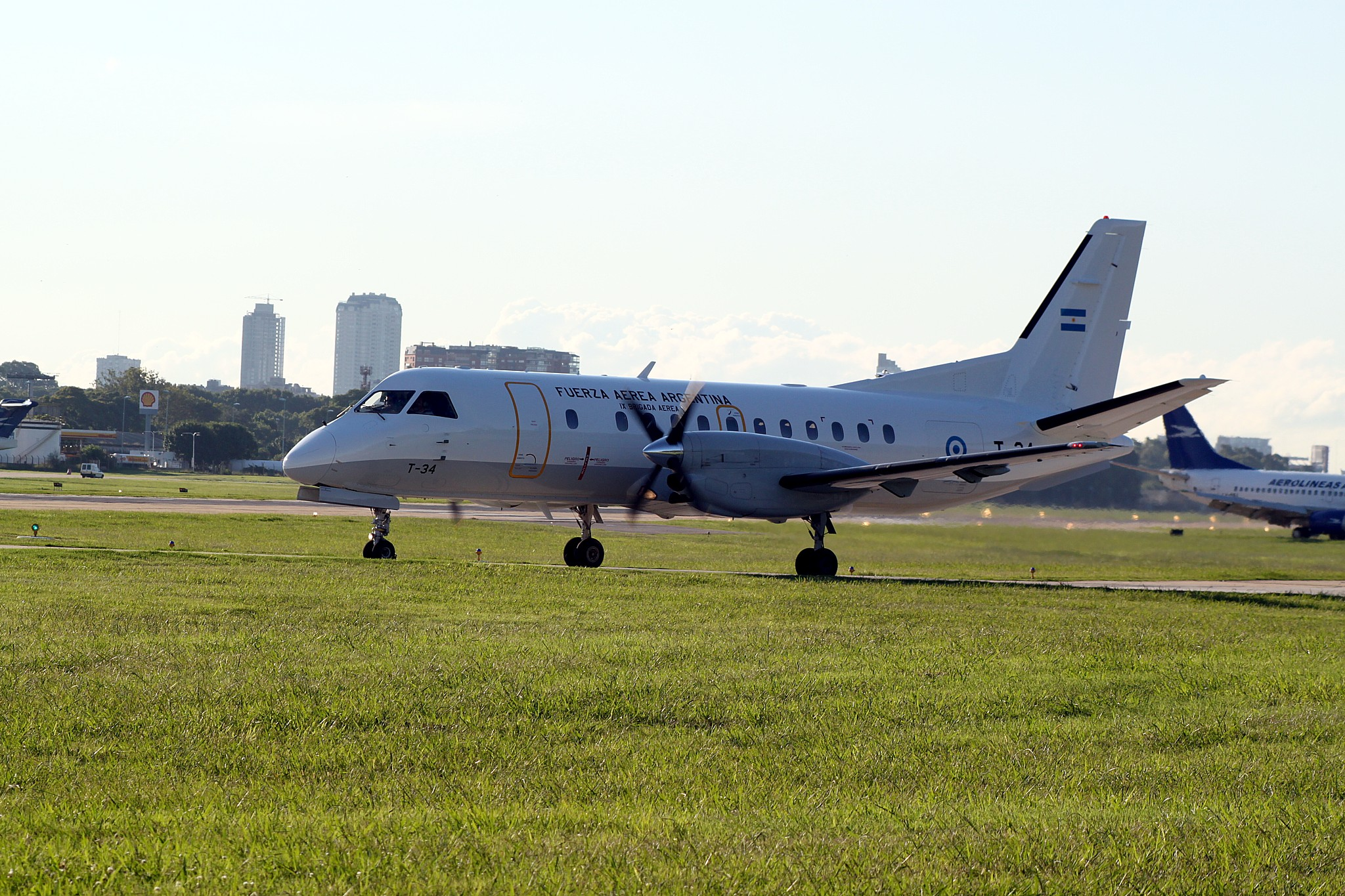
Saab 340 ВВС Аргентины (используется авиакомпанией LADE)

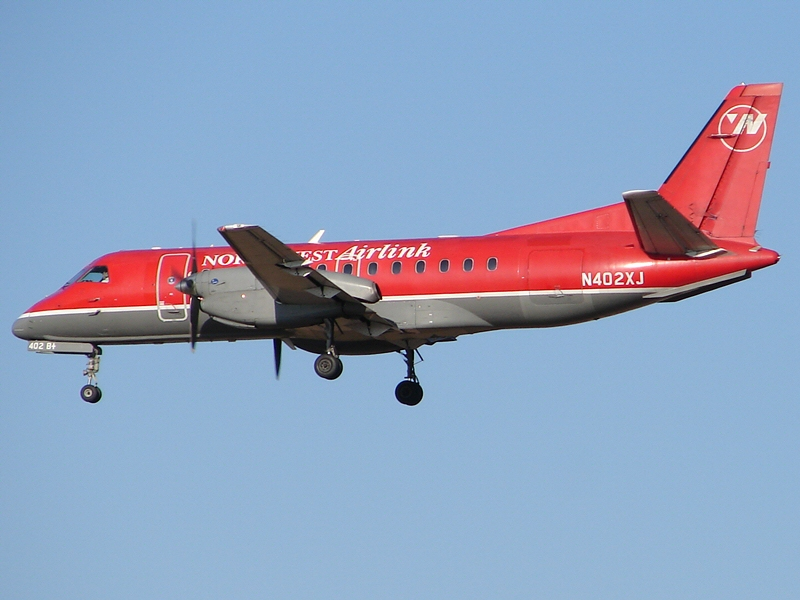
Saab 340 авиакомпании Northwest Airlink

На июнь 2010 года было 357 самолётов Saab 340 в эксплуатации у 52 компании-оператора в 31 стране.

### Эксплуатируют в настоящее время

#### Гражданские эксплуатанты
Австралия
- Regional Express (Rex) (46)
- Pel-Air (3)

 Австрия
- Robin Hood Aviation (2)

 Аргентина
- Líneas Aéreas del Estado (4)
- Sol Líneas Aéreas (6)

 Багамские Острова
- Bimini Island Air (2)
- SkyBahamas (4)
- Western Air (6)

 Габон
- Nationale Regionale Transport – NRT (2)

 Гана
- CTK – CiTylinK (2)

 Гватемала
- Transportes Aéreos Guatemaltecos (TAG) (1 шт.)

 Германия
- OLT Ostfriesische Lufttransport (2)

 Гондурас
- Aerolineas Sosa (1)

 Доминиканская Республика
- Caribair (2)

 Венгрия
- FleetAIR (2)

 Испания
- Ryjet – Aerotaxis del Mediterráneo (1)

 Канада
- Calm Air (6)
- Pacific Coastal Airlines (6)
- Provincial Airlines (2)
- Transwest Air (3)
- Corporate Express (1)

 Кыргызстан
- Sky Bishkek (2)

 Латвия
- RAF-AVIA (4)

 Литва
- Avion Express (3)
- DAT LT (2)

 Мали
- Mali Air Express (2)

 Монголия
- Eznis Airways (4)

 Нигерия
- Overland Airways (1)

 Острова Кука
- Air Rarotonga (1)

 Панама
- Air Panama (2)

 Польша
- SkyTaxi (2)
- SprintAir (12)

 Словения
- Solinair (3)

 США
- IBC Airways (10)
- Peninsula Airways (12)
- Calspan Corporation (1)

 Украина
- Mars RK (2)
- Южные авиалинии (1)
- УРГА (7)
- Yanair (2)
- Aerojet (1)

 Финляндия
- Air Åland (4)

 Чехия
- Central Connect Airlines (7)

 Швеция
- Avitrans Nordic (11)
- Golden Air (3)
- Nextjet (5)

 Шотландия
- Loganair (16)

 Эстония
- Nyxair (?)

 ЮАР
- Norse Air (5)

 Япония
- Hokkaido Air System (3)
- Japan Air Commuter (5)
- Japan Coast Guard (4)

#### Военные эксплуатанты
Швеция
- Военно-воздушные силы Швеции (9)

### Эксплуатировали ранее

#### Гражданские эксплуатанты
Австралия
- Hazelton Airlines
- Kendell Airlines

 Аргентина
- Kaiken Lineas Aereas
- Lowest Achievable Emissions Rate
- Líneas Aéreas Privadas Argentinas

 Германия
- Dauair

 Гернси
- Aurigny Air Services

 Греция
- Sky Express

 Ирландия
- Aer Lingus

 Канада
- Quebecair Express
- Prince Edward Air

 Кения
- Kenya Airways

 Кыргызстан
- Eastok Avia

 Литва
- Amber Air
- flyLAL — Lithuanian Airlines

 Мексика
- Air One (Мексика)

 Молдова
- Moldavian Airlines

 Нидерланды
- KLM cityhopper

 Норвегия
- Vildanden AS

 Польша
- Direct Fly

 Россия
- Полёт

 Словения
- Adria Airways

 США
- Business Express
- Castle Aviation
- Chicago Express
- Comair
- Pinnacle Airlines
- Indiana State University Foundation
- RegionsAir
- Shuttle America
- Mesaba Airlines
- National Airlines (M5)
- Saint-Ex Cargo

 Таиланд
- SGA Airlines
- Happy Air

 Финляндия
- Finnaviation
- Finncomm Airlines

 Франция
- Aero Charter DARTA

 Швейцария
- Crossair

 Эстония
- Estonian Air

## Лётно-технические характеристики

### Технические характеристики
- Экипаж: 2 человека
- Количество мест: до 37 пасс./19 пасс. и груз 1500 кг
- Длина: 19,72 м
- Размах крыла: 21,44 м
- Высота: 6,91 м
- Площадь крыла: 41,81 м²
- Масса пустого: 8140 кг
- Максимальная взлётная масса: 13 155 кг
- Двигатели: 2× ТВД General Electric CT7-9B
- Тяга: 2× 1 394 кВт (1 735 л.с.)

### Лётные характеристики
- Максимальная скорость: 523 км/ч
- Крейсерская скорость: 467 км/ч
- Практическая дальность: 1 735 км

## Потери самолётов
По данным сайта Aviation Safety Network, по состоянию на 10 января 2020 года в общей сложности в результате катастроф и серьёзных аварий были потеряны 20 самолётов Saab 340. Saab 340 пытались угнать 1 раз, при этом никто не погиб. Всего в этих происшествиях погибли 48 человек.
| Дата       | Бортовой номер | Место происшествия      | Жертвы | Краткое описание |
| ---------- | -------------- | ----------------------- | ------ | --- |
| 21.02.1990 | HB-AHA         | Цюрих                   | 0/н.д. | Тренировочный полёт. Шасси ошибочно были убраны, в то время как самолёт находился на земле. |
| 01.07.1992 | VH-EKT         | Девонпорт               | 0/20   | После посадки скатился в канаву из-за проблем с двигателем. |
| 02.01.1993 | N342PX         | Хиббинг                 | 0/31   | Во время посадки в сложных метеоусловиях произошло обледенение крыльев. При подходе к ВПП увеличилась вертикальная скорость снижения. Было увеличено обратное давление на штурвал и сработала сирена предупреждения о сваливании. Самолёт совершил жёсткую посадку, в результате чего правая основная стойка шасси подломилась, погнулись лонжероны правого крыла и разрушился топливный бак. |
| 09.12.1993 | HB-AKC         | Бельп                   | 0/6    | Выкатился с ВПП, получил существенные повреждения. |
| 04.04.1994 | PH-KSH         | Амстердам               | 3/24   | Разбился после отказа обоих двигателей, вызванного ошибочными действиями экипажа. |
| 17.08.1995 | N742BA         | Филадельфия             | 0/31   | Во время руления к ВПП загорелся двигатель №1. |
| 22.01.1997 | н.д.           | Нельсон                 | 0/3    | Попытка угона. |
| 14.05.1997 | EC-GFM         | Порту                   | 0/38   | На ВПП велись ремонтные работы, экипаж об этом не проинформировали. При посадке самолёт пересёк траншею, от чего подломились шасси. |
| 18.03.1998 | B-12255        | Синьчжу                 | 13/13  | Рухнул в воду из-за полного обесточивания самолёта и дезориентации экипажа. |
| 12.04.1999 | N347BE         | Бостон                  | 0/9    | Незадолго до посадки пассажиров в самолёт врезался автомобиль-перевозчик багажа. |
| 10.01.2000 | HB-AKK         | Нассенвиль              | 10/10  | Свалился в штопор из-за ошибок экипажа. |
| 21.03.2000 | N353SB         | Киллин                  | 0/36   | Выкатился за пределы ВПП и съехал в канаву. Полученные повреждения признали неремонтопригодными. Разделан на металлолом. |
| 25.04.2000 | N404XJ         | Ханкок                  | 0/21   | В момент взлёта столкнулся с двумя оленями, выбежавшими на ВПП. |
| 06.09.2001 | XA-ACK         | Тихуана                 | 0/32   | Оба двигателя вышли из строя, совершил вынужденную посадку на сельскохозяйственное поле. |
| xx.10.2001 | N96CN          | Кирксвилл               | 0/н.д. | После взлёта отказал двигатель. Совершил аварийную посадку. |
| 05.04.2003 | N243AE         | Даллас                  | 0/0    | Был сильно повреждён градом во время грозы. |
| 08.06.2005 | N40SZ          | Вашингтон               | 0/30   | При заходе на посадку возникли проблемы с выпуском правой стойки шасси (не фиксировалась в выпущенном положении). После приземления стойка сложилась, самолёт слетел с ВПП на траву. Получил повреждения на общую сумму $1,13 млн. Продан на металлолом. |
| 25.04.2007 | OD-IST         | Эль-Кувейт              | 0/н.д. | Во время руления на ВПП сильно повредил крыло. |
| 01.05.2008 | C-GYQM         | Ньюфаундленд и Лабрадор | 0/4    | Грузовой рейс. Утечка гидравлики. |
| 07.01.2010 | C6-SBE         | Нассау                  | 0/2    | Был повреждён во время тестирования уборки шасси незадолго до рейса. |
| 18.05.2011 | LV-CEJ         | Рио-Негро               | 22/22  | Рухнул на землю из-за сильного атмосферного обледенения. |
| 02.01.2013 | LV-BMD         | Мендоса                 | 0/33   | Выкатился за пределы ВПП. |
| 13.06.2013 | C6-SBJ         | Марш-Харбор             | 0/24   | Жёстко сел на ВПП из-за многочисленных ошибок экипажа. Списан. |
| 29.07.2013 | UR-ARO         | Лумумбаши               | 0/21   | Во время разбега выкатился за пределы ВПП и получил повреждения из-за отказа техники. |
| 06.10.2013 | HS-GBG         | Удонтхани               | 0/28   | После посадки разрушилась стойка шасси. Списан. |
| 08.01.2014 | C-FPAI         | Стивенвилл              | 0/н.д. | Сел мимо ВПП в сложных погодных условиях. |
| 02.01.2015 | G-LGNL         | Сторновей               | 0/29   | Жёстко приземлился вскоре после взлёта. |
| 07.02.2017 | C6-HBW         | Фрипорт                 | 0/34   | Отказ двигателя. После аварийной посадки двигатель отделился от крыла. |

### Аналоги
- Xian MA60
- Ан-24
- ATR 42
- CASA CN-235
- EADS CASA C-295
- Ил-114
- De Havilland Canada Dash 8
- Dornier 328
- Embraer EMB 120 Brasilia
- BAe Jetstream 41

### Развитие модели
- Saab 2000